# Репродуктивний туризм
Репродуктивний туризм або сурогатний туризм — різновид медичного туризму, найчастішою метою якого є отримання донорської яйцеклітини або сурогатне материнство. Передумовою такого туризму є безпліддя пари, заборона або висока ціна цих допоміжних репродуктивних технологій чи сурогатного материнства на території проживання подружньої пари.
За деякими оцінками масштабів на 2009 рік, щорічно, від 20 000 до 25 000 жінок, часто супроводжуваних своїми партнерами, перетинають кордони з метою отримання дитини шляхом допоміжних репродуктивних технологій. Здебільшого напрямками в сурогатному туризмі є ті країни і юрисдикції, які дозволяють комерційне сурогатне материнство, де вартість є відносно низькою, та де закон дає батькам законні права на новонароджену дитину, будь то шляхом раціоналізації процедур усиновлення або прямих батьківських прав.

### Іспанія
Для Європи класичним прикладом використання яйцеклітини донора є Іспанія, де дозволене донорство яйцеклітин, та лише некомерційне сурогатне материнство. Близько 10 % пацієнтів, що проходять допоміжні репродуктивні технології, потребують цю послугу, що не допускається в ряді європейських країн (Німеччині, Австрії та Італії). Як наслідок, Іспанія часто обирається місцем туризму. Майже половина всіх циклів обробки донорської яйцеклітини в Європі виробляються в Іспанії.

### Канада та США
У Канаді та деяких штатах США сурогатне материнство не заборонене, але договір з сурогатною матір'ю не має юридичної сили, тобто жінка (сурогатна матір) може залишити народжену дитину собі. Схожу практику визнання біологічної матері як основної мають багато європейських країн, тобто права біологічної матері переважають права генетичної матері.

### Україна
Передумовою популярності України репродуктивної медицини як напрямку стало те, що за законами, сурогатне материнство, як і донорство яйцеклітин, дозволене на комерційній основі. Сурогатне материнство супроводжується значними ризиками із забезпечення прав дитини. Тому Україна на сучасному етапі використовує, як і багато інших країн світу виключно гестаційне сурогатне материнство.

## Правове регулювання
- Сімейний кодекс України, Ст. 123 СКУ від 10.01.2002 № 2947-III.
- Наказ МОЗ України від 23 грудня 2008 року № 771 «Про затвердження Інструкції про порядок застосування допоміжних репродуктивних технологій».
- Наказ Міністерства юстиції України від 18 жовтня 2000 року № 52/5 «Про затвердження Правил державної реєстрації актів громадянського стану в Україні».
- Постанова Кабміну України від 29.12.1995 р. № 1074 «Про правила в'їзду іноземців та осіб без громадянства в Україну, їх виїзду з України і транзитного проїзду через її територію».